# 国务院第八办公室
国务院第八办公室是1954年至1959年中华人民共和国国务院设立的办事机构。

## 历史
1954年11月10日，国务院发出命令设立国务院第八办公室，协助总理掌管对资本主义工商业进行社会主义改造的工作,并负责掌管中央工商行政管理局的工作。
- 主任李维汉
- 副主任
  - 许涤新
  - 孙起孟
  - 张执一(1955.5.31日-1959.6)

1959年6月，国务院第九十次全体会议决定撤销国务院第八办公室。